# Stéphanie Hoogenberk
Stéphanie Hoogenberk (Sittard, 1985) is een Nederlands freelance journaliste en schrijfster. Ze schrijft reportages voor diverse publicaties, waaronder het tijdschrift Quote. Ook heeft ze met schrijfster Janneke van der Horst een eigen podcast genaamd De Shitshow.

## Carrière
Hoogenberk volgde de lerarenopleiding Nederlands aan de Fontys Hogeschool in Sittard en rondde een tweejarige master Nederlandse Taalkunde af aan de Universiteit van Amsterdam. Na haar studie werkte ze op de pr-afdeling van het tijdschrift Hard gras.
Hoogenberk werd vanaf mei 2020 columniste voor het tijdschrift LINDA. In april 2023 werd die samenwerking beëindigd, nadat ze op een voor het tijdschrift ongewenste manier kritiek had geuit op Hélène Hendriks.
Hoogenberk heeft een column gehad in dagblad De Limburger.
In 2022 publiceerde Hoogenberk haar literaire debuut We hebben het over je gehad, een autobiografische roman over het verbreken van een langdurige vriendschap. In 2023 won ze met haar boek de prijs Beste non-fictieboek van NPO Radio 1.